# Floriade (Canberra)

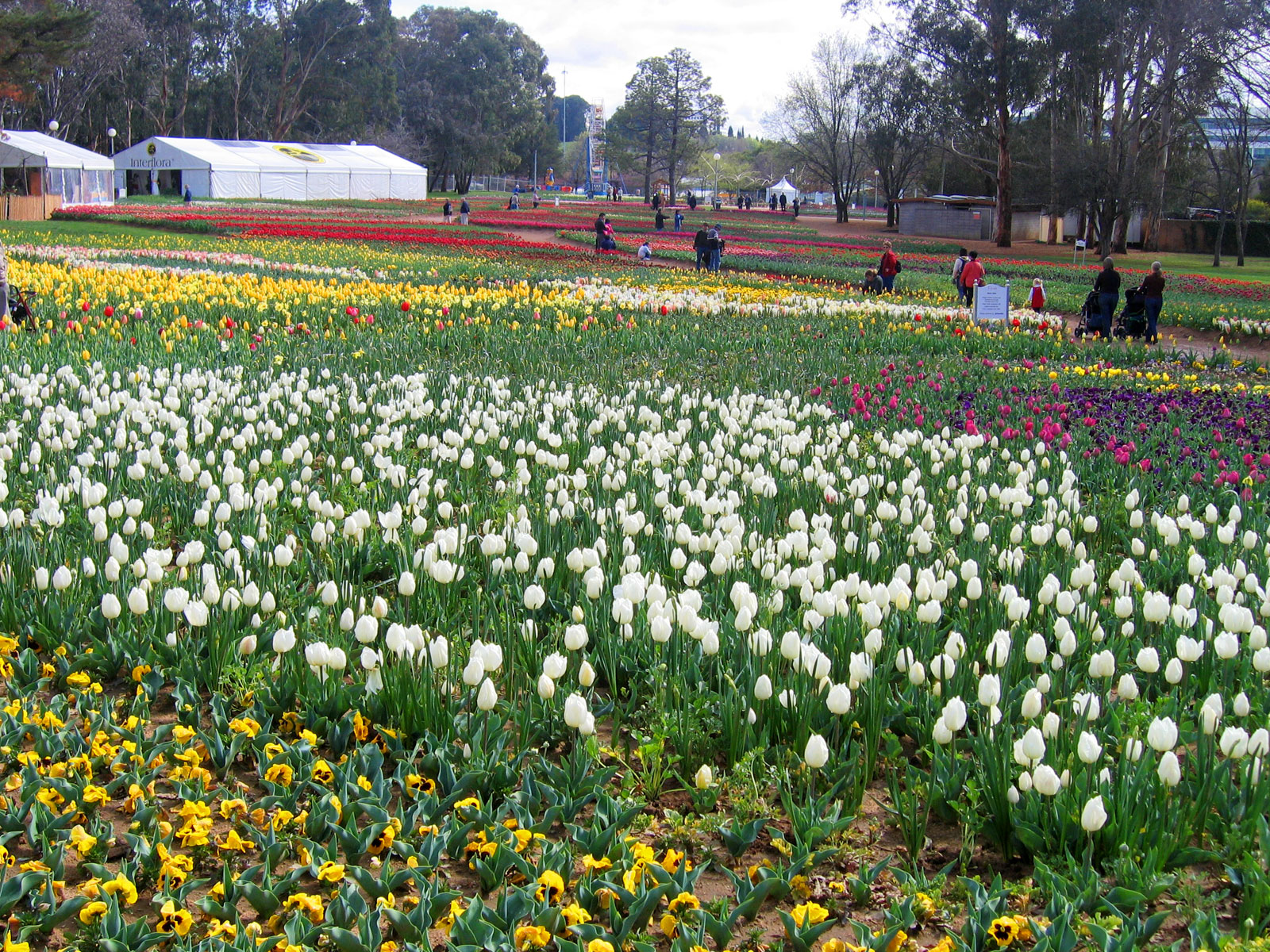
Zu den Höhepunkten der Floriade gehört eine Präsentation von Tulpen

Die Floriade ist ein Blumen- und Unterhaltungsfestival, das alljährlich im Commonwealth Park in Canberra stattfindet. Gezeigt werden üppige Blumenarrangements, Skulpturen und andere Kunstwerke. Die Floriade zieht im Frühling von Mitte September bis Mitte Oktober Touristen aus ganz Australien und aus Übersee an. Das Festival gilt als wichtigste regelmäßige touristische Veranstaltung im Australian Capital Territory.
Erstmals durchgeführt wurde die Floriade im Jahr 1988, im Zusammenhang mit der 75-Jahr-Feier der Stadtgründung und dem 200. Jahrestag der europäischen Besiedlung Australiens. Die Veranstaltung erwies sich als großer Erfolg und findet seither jedes Jahr unter einem anderen Motto statt. Mit jeweils rund 300.000 Besuchern ist die Floriade die größte Gartenschau der südlichen Hemisphäre.
Besonderes Augenmerk legen die Veranstalter auf Kunstausstellungen. Jedes Jahr werden neue Kunstwerke in Auftrag gegeben, die über das ganze Gelände verteilt werden und in einigen Fällen über die Ausstellung hinaus permanent dort bleiben. Besonders beliebt ist der Gestaltungswettbewerb für Gartenzwerge. Schulen, Seniorenheime und Unternehmen gestalten diese nach einem vorgegebenen Thema.